# Estany Blanc
L'Estany Blanc és un estany d’origen glacial a la capçalera de la Noguera de Cardós. És un estany relativament gran, amb una superfície de 6.2 ha, per l’altitud on es troba, 2513 m. La seva conca de 74 ha està orientada de nord a sud, amb el Pic de Flamisella (2785 m) a l’oest i el Pic de Certascan (2853 m) a l'est com a punts més alts. L'estany desaigua en el riu de Guerossos, nom del riu de Noarre en el seu curs alt.
Una de les característiques més particulars d’aquest estany és que la pràctica totalitat de la seva conca es troba sense vegetació. Només hi ha un 15% de la superfície recoberta per gespets (prats de Festuca eskia), la resta són tarteres i blocs de granit o roca mare. A l'estany no hi ha plantes aquàtiques, i les aigües són molt transparents a causa de la ultraoligotròfia de les condicions. L’aspecte més interessant sobre la fauna vertebrada, és la presència de granota roja (Rana temporaria) i la manca de poblacions de peixos. És un estany amb un estat de conservació excel·lent. L'estat ecològic és molt bo segons la Directiva marc de l'aigua, i es troba englobat dins del Parc Natural de l’Alt Pirineu.